# Onthophagus danumensis
Onthophagus danumensis là một loài bọ cánh cứng trong họ Bọ hung (Scarabaeidae).